# Nagroda im. Adama Mickiewicza
Nagroda im. Adama Mickiewicza – nagroda za zasługi na rzecz współpracy francusko-niemiecko-polskiej od 2006 roku. Przyznawana jest przez Komitet Wspierania Współpracy Niemiecko-Francusko-Polskiej, czyli Trójkąt Weimarski oraz Miasto Weimar w dniu 29 sierpnia, dla upamiętnienia podpisania „Wspólnego Oświadczenia ministrów spraw zagranicznych Polski, Niemiec i Francji w sprawie przyszłości Europy” z 1991 roku, które to było podstawą istnienia Trójkąta Weimarskiego.
Pierwszymi laureatami byli założyciele Trójkąta Weimarskiego, czyli ówcześni ministrowie spraw zagranicznych – Krzysztof Skubiszewski (Polska), Roland Dumas (Francja) oraz Hans-Dietrich Genscher (Niemcy), a nagroda została wręczona przez Nadburmistrza miasta Weimar, Stefana Wolfa, wraz z Przewodniczącym Komitetu Wspierania
Współpracy Francusko-Niemiecko-Polskiej („Trójkąt Weimarski”) Klausa-Heinricha Standke

## Dotychczasowi laureaci
2006
- Krzysztof Skubiszewski
- Roland Dumas
- Hans-Dietrich Genscher

2007
- Polsko-Niemiecka Współpraca Młodzieży (PNWM)
- Francusko-Niemiecka Współpraca Młodzieży (FNWM)

2008
- Władysław Bartoszewski
- Rudolf von Thadden
- Jérome Vaillant

2009
- Stéphane Hessel
- Freya von Moltke
- Zdzisław Najder

2010
- Region Małopolska
- Kraj związkowy Turyngia
- Pikardia

Wtedy też pierwszy raz nagroda nie została przyznana instytucjom lub osobom, lecz regionom.
2011
- Instytut Goethego
- Instytut Francuski
- Instytut Adama Mickiewicza

2012
- prof. Michał Kleiber
- prof. Jack Lang
- prof. Rita Süssmuth